# خط استوا (فیلم)
خط استوا فیلمی در ژانر کمدی به کارگردانی اصغر نعیمی، نویسندگی محمدرضا آریان و تهیه‌کنندگی احسان ظلی‌پور محصول سال ۱۳۹۸ است. سیامک انصاری، فرهاد اصلانی و آزاده صمدی بازیگران این فیلم هستند. بخش‌هایی از این فیلم در جزیره بالی اندونزی فیلمبرداری شده‌است.
خلاصه خط استوا»، داستان طنزآمیز رئیس و نایب رئیس فدراسیون فوتبال است که راهی مالزی می‌شوند تا در اجلاس سالانه ای اف سی شرکت کنند؛ اما با رفتن به جزیره بالی در اندونزی برای بستن قراردادی با زیدان ماجراهای خنده داری برای آن‌ها پیش می‌آید.